# Yevgeny Rodionov
Yevgeny Aleksandrovich Rodionov (em russo: Евге́ний Алекса́ндрович Родио́нов; Chibirley, 23 de maio de 1977 – Bamut, 23 de maio de 1996) foi um soldado russo que foi feito prisioneiro de guerra por rebeldes chechenos na Primeira Guerra da Chechênia e mais tarde executado em cativeiro.
Ele ganhou muita admiração em toda a Rússia pelas circunstâncias de sua morte, já que sua execução supostamente resultou de sua recusa em remover seu colar de cruz, converter-se ao islamismo e desertar para o lado inimigo.
Apesar da ampla veneração popular, Yevgeny não foi glorificado formalmente pela Igreja Ortodoxa Russa como um Novo Mártir devido à falta de evidências sobre sua morte. Ainda assim, ícones que o representam estão instalados em muitas igrejas por toda a Rússia, na igreja de São Valério em Quixinau e na Igreja Ortodoxa Grega de São Jorge em Frankfurt, na Alemanha.

## Vida pregressa
Yevgeny Rodionov nasceu em 23 de maio de 1977 na aldeia de Chibirley, distrito de Kuznetsky, Oblast de Penza, filho de Lyubov Vasiliyevna e Aleksandr Konstantinovich Rodionov. Seu pai era carpinteiro e marceneiro, que morreu uma semana após a morte do filho. Sua mãe era formada em tecnologia de móveis.
Em 1978, ele foi batizado como ortodoxo russo com um ano de idade, mas não usou nenhum colar de cruz até que o primeiro lhe foi dado em 1988 ou 1989, enquanto frequentava a igreja com sua avó. Sua mãe desaprovou, mas Yevgeny nunca removeu a cruz; mais tarde, ele começou a usá-la com uma pequena corda em vez da corrente original. Depois de terminar o nono ano em uma escola rural de Kurilovo, no Oblast de Moscou, ele começou a trabalhar em uma fábrica de móveis e treinou para ser motorista.

## Serviço militar e captura

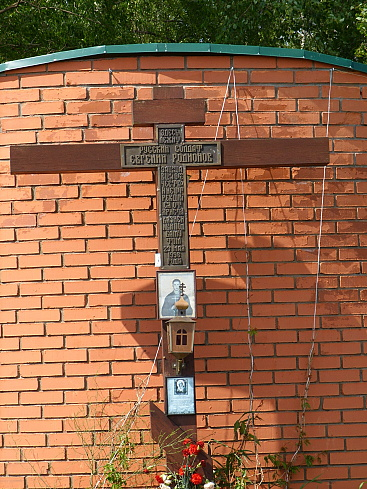
Uma cruz no túmulo de Yevgeny Rodionov, na aldeia de Satino-Russkoye

Embora Rodionov aspirasse a ser cozinheiro, ele foi convocado para as Forças Armadas da Rússia em 25 de junho de 1995. Seu treinamento ocorreu na 2631 Unidade Militar das Tropas de Fronteira Russas em Ozersk, Oblast de Kaliningrado. Em 10 de julho de 1995, ele fez o juramento militar. Rodionov foi destacado para a Chechênia, onde serviu nas tropas de fronteira do exército russo como operador de RPG no 3.º posto avançado de fronteira do 3.º Grupo de Manobra Motorizada da 479ª Unidade de Operações Especiais das Tropas de Fronteira (n.º 3807).
Em 13 de janeiro de 1996, Rodionov foi destacado para o Distrito Especial de Fronteira do Cáucaso, servindo na Unidade de Fronteira de Nazran (n.º 2094). Um mês depois, em 14 de fevereiro de 1996, acompanhado pelos soldados Andrey Trusov, Igor Yakovlev e Alexander Zheleznov, ele foi montar guarda em uma estrada. Durante seu serviço, eles pararam uma ambulância transportando armas e conduzida pelo general de brigada da República Chechena da Ichkeria, Ruslan Khaikhoroev. Durante a tentativa de examinar a ambulância, todos os quatro soldados foram dominados por uma dúzia de rebeldes chechenos e feitos prisioneiros. Inicialmente, os soldados foram anunciados como desertores, e a polícia militar foi à casa da mãe de Rodionov para procurar seu filho desaparecido. Somente após a vistoria detalhada do posto de controle a polícia militar descobriu vestígios de sangue e evidências de combate; os três soldados desaparecidos foram então declarados desaparecidos em ação e possíveis prisioneiros de guerra. A mãe de Rodionov, Lybov, foi para a Chechênia, mas o comandante da unidade de Rodionov lhe disse apenas que seu filho havia sido capturado. Shamil Basayev prometeu ajudar Lybov a encontrar seu filho. Somente após pagar uma grande quantia em dinheiro, Lybov encontrou o cadáver do filho.
Um relatório não confirmado e sem fontes detalhando os eventos que levaram à morte de Rodionov foi publicado pelo Pravda.ru em 23 de maio de 1996.
A cruz de Rodionov foi doada à Igreja de São Nicolau em Pyzhy. Seu corpo foi enterrado no cemitério da aldeia de Satino-Russkoye, próximo de Moscou.

## Veneração

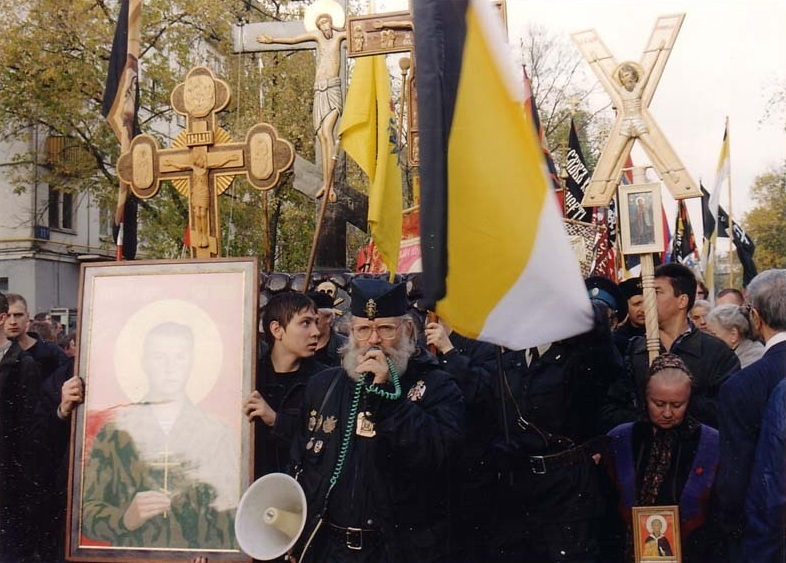
Procissão religiosa em Moscou no ano de 2003 com o ícone de Yevgeny Rodionov

Yevgeny Rodionov foi condecorado postumamente com a Ordem da Coragem pela Rússia. Havia um movimento crescente dentro da Igreja Ortodoxa Russa para canonizá-lo como um santo cristão e mártir pela fé cristã. A tradição cristã popular afirma que Yevgeny Rodionov foi ordenado por aqueles que o capturaram a remover seu colar de cruz e se converter ao islamismo, embora ele se recusasse a fazê-lo e tenha sido executado por esse motivo. Alguns soldados russos, sentindo-se abandonados por seu governo, passaram a se ajoelhar em oração diante de sua imagem. Uma dessas orações diz:
Teu mártir, Yevgeny, ó Senhor, em seus sofrimentos, recebeu de Ti, nosso Deus, uma coroa incorruptível, pois, com Tua força, ele derrubou seus algozes e derrotou a insolência impotente dos demônios. Por suas orações, salva nossas almas.
A partir de 2003, ícones religiosos representando Rodionov tornaram-se populares. Sua mãe também tem um; ela sugeriu que o ícone de seu filho às vezes exala um perfume que ela acredita ser sagrado, a ponto de realmente pingar dele.
Devido à devoção popular ao Novo Mártir Rodionov, os fiéis piedosos buscaram a canonização oficial junto ao Patriarcado de Moscou. Inicialmente, este recusou, o que dividiu a Igreja Ortodoxa na Rússia. Maksim Maksimov, Secretário da Comissão de Canonização, explicou a posição do Sínodo no Tserkovny Vestnik (Boletim da Igreja), a publicação oficial da Igreja Ortodoxa Russa. Seus argumentos podem ser resumidos em três pontos:
- A única evidência de que o soldado foi executado por sua fé é o testemunho de sua mãe, que em seu amor fez de seu filho uma divindade;
- A Igreja Ortodoxa Russa nunca canonizou ninguém morto em guerra;
- O período dos novos mártires terminou com o colapso do regime bolchevique.

No entanto, ele enfatizou que o falecido pode ser homenageado sem a canonização. O patriarca Aleixo II de Moscou abençoou pessoalmente o relato popular da vida de Rodionov, mas temia que seu culto pudesse se transformar em fúria antimuçulmana.
Os oponentes da decisão, incluindo Alexander Shargunov, um conhecido padre, argumentaram que uma explosão de amor popular basta para alcançar a verdade e que o túmulo de Rodionov realiza milagres, curando os doentes e reconciliando os inimigos. Eles também apontaram que o soldado não morreu na guerra, mas no cativeiro, e que dizer que o tempo dos mártires acabou é quase uma heresia.